# Réserve indienne de Tulalip

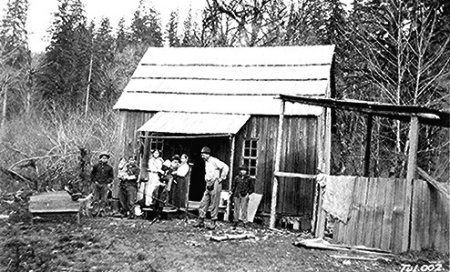
Une habitation de la réserve Tulalip en 1916.

La réserve indienne de Tulalip de Washington est un territoire alloué à la tribu reconnue au niveau fédéral des Tulalip qui regroupe des Améridiens issus des peuples Duwamish, Snohomish (en), Snoqualmie, Skagit, Suiattle, Samish, et Stillaguamish. Les Tulalip font partie du groupe des Salish de la côte, et plus largement des peuples indigènes du littoral du Nord-Ouest Pacifique. Le territoire est situé dans le comté de Snohomish, dans le centre du puget Sound dans l'État de Washington.
En novembre 2002, John McCoy, dirigeant de Tulalip, a été élu à la législature de l'État de Washington. Pendant un certain temps, il a été le seul Américain autochtone à la législature, rejoignant Jeff Morris, un autochtone de l'Alaska (Tsimpshian) élu en 1996 avec deux autres autochtones de l'Alaska, Dino Rossi (Tlinget) et Jim Dunn (Aléout). En 2002, les tribus Tulalip ont également exercé un pouvoir politique en s'alliant à d'autres tribus de l'État et en battant un candidat à la Cour suprême « avec une longue tradition d'antécédents tribaux ».

## Nom
Le terme Tulalip vient du Snohomish et signifie « une baie en forme de sac à main ». Il a été utilisé en 1855 pour décrire les tribus qui se sont unies dans la réserve Tulalip établie par traité avec le gouvernement fédéral. Elles comprenaient les peuples Duwamish, Snohomish, Snoqualmie, Skagit, Suiattle, Samish et Stillaguamish, qui sont tous des peuples Salish des côtes du sud et du centre.

## La réserve
La réserve indienne Tulalip a été créée par le Traité de Point Elliott en 1855 et par Ordre exécutif du président américain Ulysses S. Grant le 22 janvier 1873. La réserve est située à Port Susan, dans l’ouest du comté de Snohomish, à proximité de la ville de Marysville. Elle s'étend sur 91 km2. Sa population au recensement de 2000 était de  9 246 habitants. La plus grande communauté est celle de la réserve indienne de Tulalip.

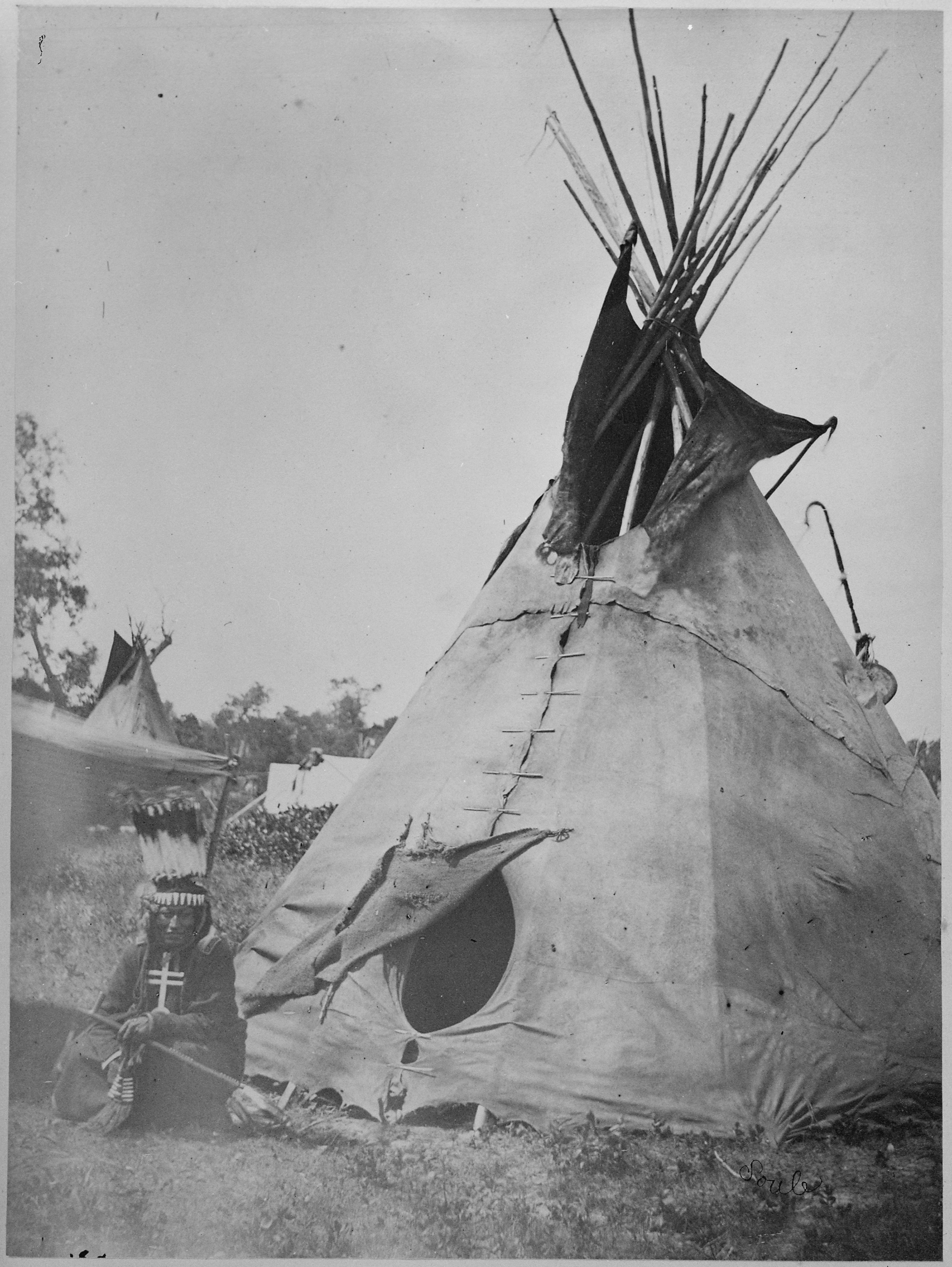
Gabe Gobin, devant son tipi dans la réserve Tulalip Washington, 1916 - NARA - 518929.

Le peuple Tulalip s'est installé sur les terres de la réserve après avoir signé le traité de Point Elliott avec l'ancien territoire de Washington à la date du  22 janvier 1855. La réserve comprend maintenant la moitié ouest de la communauté de Marysville-Tulalip, qui a été divisée par la construction au  XXe siècle de l'Interstate 5 (ou I-5) est l'autoroute la plus à l'ouest des États-Unis. La ville Marysville située à l’est de l’autoroute, est une ville incluse dans la réserve.
Le district scolaire de Marysville dessert à la fois la ville et la réserve. Pour accueillir une population croissante, il a ouvert en 2008 trois nouvelles écoles, construites en unités modulaires préfabriquées, fonctionnant et ressemblant à la construction traditionnelle, sur son site de la réserve. Ce grand campus s'appelle maintenant le campus secondaire de Marysville; il comprend le lycée Heritage, le lycée des arts et de la technologie de Marysville et une école primaire. Les deux lycées partagent un gymnase et des centres communs

## Historique
La réserve a été établie par le traité de Point Elliott en 1855. En novembre 2002 John McCoy (en), un chef de la réserve Tulalip, a été élu à la Chambre des représentants des États-Unis pour l'État de Washington. Il a été longtemps le seul américain d'origine amérindienne de la législature.

## Développement économique

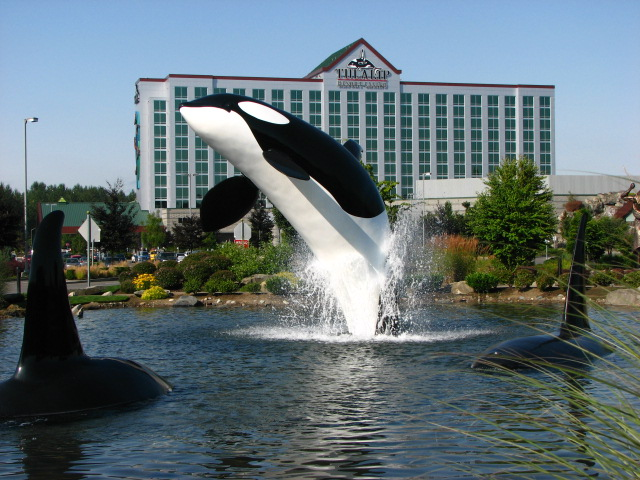
Tulalip Resort Casino.

La réserve indienne de Tulalip exploite différents établissements, dont un bingo, des cafés, un restaurant et un casino, le Tulalip Resort Casino, le Quil Ceda Deli, le Tulalip Casino, le Canoes Carvery, le Cedars Cafe, le Eagles Buffet, le Tulalip Bay Restaurant, le Journeys East, le Draft Sports Bar & Grill, le Tulalip Resort Casino, le Quil Ceda Creek Nightclub and Casino, Torch Grill et Q Burgers, tous situés à Tulalip, dans l'État de Washington.
La réserve indienne de Tulalip a débuté par le développement d'un grand centre commercial et d'affaires le long de l'Interstate 5 dans les années 1990, dans le but d'attirer les installations de support auxiliaires de la station navale Everett en tant que locataire principal, mais l'accord a échoué. Le complexe Quil Ceda Village, établi sur 320 ha a été construit au début des années 2000 en jouxtant un nouveau casino et d’un centre commercial.
Les tribus Tulalip ont commencé à jouer un rôle plus actif dans la politique locale et des États, parfois en alliance avec d’autres tribus amérindiennes de l’État. En novembre 2002, John McCoy, dirigeant de longue date de Tulalip, a été élu à la législature de l'État de Washington, où il a d'abord été le seul membre amérindien. En outre, lors des élections de 2002, les Tulalip ont collaboré avec d’autres tribus de l’État pour faire échec à un candidat à la Cour suprême des États-Unis, qui depuis longtemps affichait des opinions à l'encontre de leurs intérêts tribaux.
Sept autres Amérindiens ont depuis été élus à la législature de l'État, dont Julie Johnson. Julie Johnson est membre de la nation Lummi, elle est résidente de la baie de Neah, Washington. C'est l'unique républicaine représentant des États autochtones, les autres sont membres du parti démocrate.

## Gouvernance
Les tribus Tulalip ont leur siège à Tulalip, dans l'État de Washington. La tribu est gouvernée par un conseil général de sept membres, élu démocratiquement, dont les membres remplissent des fonctions désignées de dirigeant et de membre du conseil d'administration. L'administration tribale actuelle est la suivante :
- Président : Marie Zackuse
- Vice-président : Teri Gobin
- Trésorier : Melvin Sheldon, Jr.
- Secrétaire : Les Parks
- Membre du Conseil : Marlin Fryberg
- Membre du Conseil : Jared Parks[8]

Les tribus Tulalip ont défini les statuts d'adhésion à la tribu conformément au recensement des populations Tulalip du 1er janvier 1935. Les nouveaux demandeurs doivent prouver qu'ils sont issus des personnes inscrites sur cette liste et que leurs parents étaient résidents de la réserve Tulalip au moment de la naissance de la personne.

## Événements
Les tribus organisent de nombreux événements annuels, notamment les journées des traités, généralement en janvier pour commémorer la signature du traité de Point Elliot du 22 janvier 1855. La cérémonie du First King Salmon, pour bénir les pêcheurs et célébrer la capture du roi du premier saumon de la saison, la Winter Dancing, et un pow-wow le premier week-end de juin.